# Bitwa pod Lansdowne
Bitwa pod Lansdowne (lub Lansdown) – starcie zbrojne, które miało miejsce 5 lipca 1643 podczas angielskiej wojny domowej (1642–1651).
Chociaż Rojaliści pod wodzą Lorda Hoptona zmusili wojska Parlamentu do wycofania się z ich pozycji położonych na szczycie wzgórza, sami ponieśli tak ciężkie straty, że nie byli zdolni do pościgu za pobitym nieprzyjacielem. Do tego wódz Rojalistów Hopton był ranny, a amunicja była na wyczerpaniu.

## Kampania i bitwa
W końcu maja 1643 armia Rojalistów Lorda Hoptona opanowała większość południowo-zachodniej Anglii. Następnie Hopton połączył się z hrabią Hertfordem i ruszył na wschód, wkraczając na terytorium kontrolowane przez wojska Parlamentu. Armia Williama Wallera (4 000 żołnierzy, w tym 2 500 jazdy i artyleria) stanęła pod Bath, by zatarasować drogę nadchodzącemu nieprzyjacielowi. Dnia 3 lipca Rojaliści (6 300 żołnierzy, w tym 2 000 jazdy, 300 dragonów i 16 dział) przeprawili się przez rzekę Avon i wyparli Wallera z jego pozycji na południe i wschód od Bath. Waller wycofał się na mocną pozycję na wzgórzu Lansdown Hill, na północny zachód od Bath.
Siły Hoptona napotkały tę pozycję 4 lipca i zostały nieprzyjemnie zaskoczone z powodu jej siły. Wycofali się 5 mil na północny wschód do Marshfield, podczas gdy straż tylna odparła atak pościgowej kawalerii Wallera. Z rana 5 lipca Waller przesunął się na północny koniec Lansdown Hill, gdzie zbudował liczne fortyfikacje dla swej piechoty (tzw. breastworks – typ umocnienia na wysokość piersi człowieka), a następnie wysłał część swojej jazdy przeciwko wysunietym oddziałom Hoptona.
Źle dowodzona kawaleria Rojalistów została zmuszona do ucieczki, co postawiło całą armię Hoptona w stan alarmu, który uszykował szybko swą armię i zaczął posuwać się na zachód, aż dotarł na odległość wzrokową od pozycji Wallera.
Przez dwie godziny toczyły się mało znaczące potyczki, następnie Hopton ponownie spróbował wycofać się. Waller ponownie wysłał swoją jazdę i dragonów przeciwko straży tylnej wycofujących się nieprzyjaciół. Jednak tym razem kawaleria Rojalistów została pobita, ale piechota stawiła twardy opór. Ku zaskoczeniu wojsk Parlamentu armia Hoptona zawróciła. Hopton rozpoczął generalne natarcie na Lansdown Hill.
Podczas natarcia prowadzonego pod górę w kierunku pozycji Parlamentu, znajdujących się na szczycie wzgórza doborowe oddziały kornwalijskich pikinierów dowodzone przez Grenville'a uderzyły na fortyfikacje Wallera. W tym czasie muszkieterzy Rojalistów obustronnie obeszli pozycje Wallera pod osłoną lasu. Grenville zginął w walce jeden na jeden z jeźdźcem z wojsk Parlamentu. Rojaliści próbowali też używać do ataku jazdy, ale ta zupełnie sobie nie dawała rady w szarży na ufortyfikowane pozycje, a nawet znaczna jej część po nieudanych atakach poszła w rozsypkę. Piechota Parlamentu zdołała wyprzeć pikinierów ze swych fortyfikacji, jednak wkrótce pozycje jej dostały się pod krzyżowy ogień muszkieterów Hoptona. Sytuacja była bardzo ciężka, na szczęście zapadły ciemności i pobite wojska Parlamentu mogły wycofać się i uniknąć katastrofy.

## Po bitwie
Wojska Parlamentu straciły 20 zabitych i 60 rannych, podczas gdy Rojaliści - 200 zabitych i rannych. Następnego dnia po bitwie w armii Rojalistów eksplodował wóz z amunicją. Hopton został ranny i tymczasowo oślepiony. Strata prochu i brak znacznej części jazdy oznaczały, że Rojaliści na razie nie byli zdolni do podjecia kolejnej bitwy. W tym czasie Waller wycofał się do Bath, gdzie otrzymał posiłki i znów był gotów do bitwy. Armia Hoptona wycofała się do Devizes.